# Hermann Otto von Limburg-Stirum

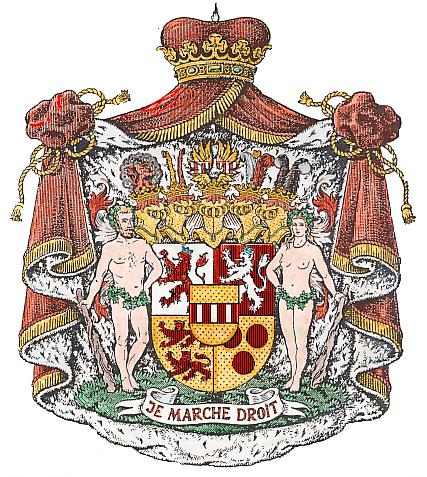
Arma dei conti di Limburg-Stirum

Hermann Otto II di Limburg-Stirum, conte di Limburg-Stirum e di Bronckhorst e signore di Gemen (1º aprile 1646 – Donauwörth, 8 luglio 1704), fu un maresciallo generale nell'esercito imperiale.

## Biografia
Proveniva da una famiglia di antica nobiltà, i Limburg-Stirum, ed era figlio del conte Adolf Ernst di Limburg-Stirum e della contessa Isabella di Vehlen e Meggen zu Raesfeld. Nel 1675, 18 anni dopo la morte del padre, ereditò direttamente la signoria di Gemen, fino ad allora sotto la reggenza materna.
Entrato nell'esercito imperiale, raggiunse il grado di maresciallo generale e nel 1703, nel corso della guerra di successione spagnola, combatteva sul fronte del Reno. Il 20 settembre dello stesso anno fu sconfitto dal maresciallo di Francia Claude Louis Hector de Villars, al comando di un esercito franco-bavarese, nella prima battaglia di Höchstädt
Nel 1704 condusse, agli ordini del 1º duca di Marlborough, il secondo assalto contro le postazioni nemiche del generale bavarese Giovanni Battista, conte d'Arco (1650 – 1715) nella battaglia di Schellenberg (2 luglio) presso Donauwörth e fu gravemente ferito, morendo pochi giorni dopo.

## Matrimonio e figli
Nel 1678 Hermann Otto sposò la contessa Carlotta Amalia di Vehlen e Meggen zu Raesfeld (1662 – 1718) dalla quale ebbe sei figli:
- Otto Leopold Ernst (1688 – 1754), conte di Limburg-Stirum e Bronckhorst, signore di Gemen e signore di Raesfeld
- Isabelle Guglielmina (nata nel 1696), andata sposa nel 1729 al conte Johann Kajetan von Kolowrat († 1729) e risposatasi con il barone Albert Eugen von Przichowsky (†1737)
- Sofia (1689 – 1714), andata sposa nel 1711 al conte Massimiliano di Reinstein-Tattenbach († 1762);
- Maria Anna
- Bernhardine (†1764), suora a Bergen
- Maddalena Sibille (1698 –1762)